# A Dream of Egypt
A Dream of Egypt è un cortometraggio muto del 1917 diretto da Marshall Stedman.
Il soggetto è di Myrtle Stedman, moglie del regista ma anche nota attrice. Lina Basquette, la protagonista, all'epoca aveva solo dieci anni ed era famosa come ballerina.

## Produzione
Il film fu prodotto dall'Universal Film Manufacturing Company.

## Distribuzione
Distribuito dall'Universal Film Manufacturing Company, il film uscì nelle sale cinematografiche USA il 6 settembre 1917.